# جواز سفر أنغولي
جواز السفر الأنغولي هو وثيقة رسمية تصدر لمواطني أنغولا، للسفر الدولي. تصدر من مكتب خدمات الهجرة والأجانب في لواندا. أصبحت جوازات السفر الصادرة عن هيئة الإصدار السابقة، المديرية الوطنية للهجرة وحدود أنغولا باطلة في 19 أبريل 2001.
اعتبارًا من 2 يوليو 2019 كان المواطنون الأنغوليون يتمتعون بدخول 49 دولة وإقليم بدون تأشيرة أو تأشيرة عند الوصول، مما جعل جواز السفر الأنغولي يحتل المرتبة 95 من حيث حرية السفر وفقًا لمؤشر هينلي لجوازات السفر.